# Franz Thuro von Großkreutz
Franz Thuro von Großkreutz (* 1712; † August 1769 in Aken (Elbe)) war ein preußischer Oberst, Chef des Garnisonsregiments Nr. 4 und Ritter des schwedischen Schwertordens.

## Leben
Großkreutz wurde in Schweden geboren und kam 1740 in preußische Dienste. Unter Friedrich II. kam er als Kapitän in das neuerrichtete Infanterieregiment „Markgraf Heinrich“. Dort wurde er am 24. März 1744 zum Major befördert. Im Mai 1753 kam er in das Füsilierregiment „von Jungkenn“, dort wurde er 1764 Oberstleutnant und später Oberst.
Nach dem Siebenjährigen Krieg im Jahr 1765 kam er als Chef in das Garnisonsregiment Nr. 4. Er starb im August 1769 in Acken.